# Афера (фильм, 2001)
«Афе́ра» (другие названия: «Куда дует ветер», «Всё, что у тебя есть») — российский художественный фильм 2001 года, первая картина режиссёра Евгения Лаврентьева. Фильм был представлен в конкурсе дебютов фестиваля «Кинотавр».

## Сюжет
Предприниматель Андрей Давыдов (Лазарев), решив устроить крупную спекуляцию на ценных бумагах, подкупает директора телеканала (Симонов) для выпуска передач, которые будет вести влюблённая в Давыдова журналистка Марина (Голубкина), о будто бы предстоящей в России экологической катастрофе.

## В ролях
| Актёр              | Роль                       |
| ------------------ | -------------------------- |
| Мария Голубкина    | Марина Соколова            |
| Александр Лазарев  | Андрей Давыдов             |
| Эммануил Виторган  | Мстислав Андреевич Воронин |
| Владимир Симонов   | Пётр Петрович Семчук       |
| Владимир Щегольков | сектант                    |
| Павел Егоров       | Славик                     |
| Анна Арланова      |                            |

## Реакция критиков
По мнению критиков, несмотря на популярных исполнителей, визуальные эффекты, внешнюю динамичность и другие черты, обычно выделяемые в литературе о маркетинге или о голливудском кинематографе как особенности качественных продуктов, на деле фильм — бессмысленный и безжизненный. Культуролог Екатерина Сальникова сочла «Аферу» худшей работой из участвовавших в 2001 году в конкурсе молодых режиссёров «Кинотавра», а представленную наравне с ней другую киноленту той же студии — «С днём рождения, Лола!» — почти изысканным произведением на её фоне. Киновед Сергей Кудрявцев поставил фильму 5,5 балла из 10 возможных.